# Julia Tyler

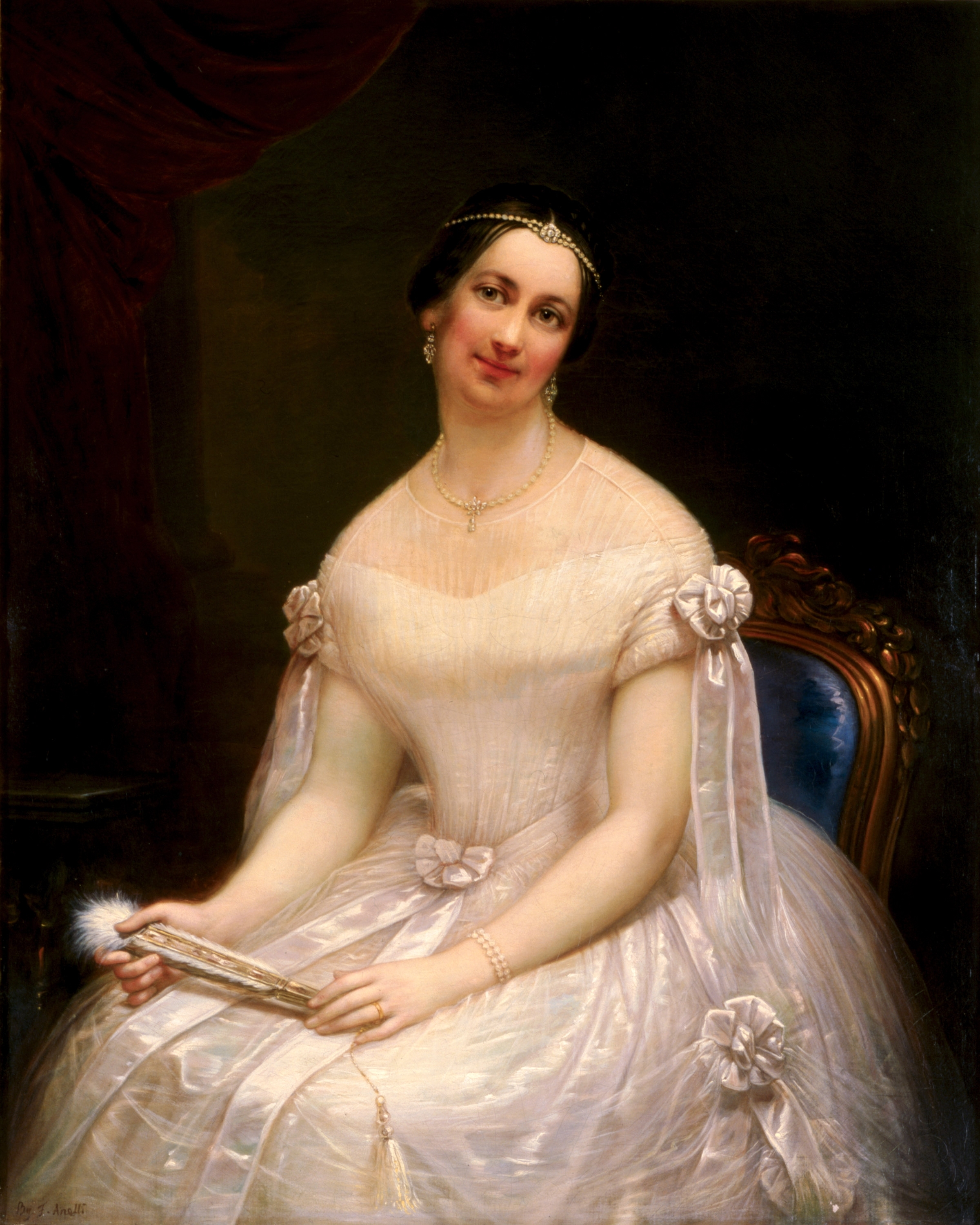
Offizielles Porträt

Julia Gardiner Tyler (* 4. Mai 1820 auf Long Island, New York; † 10. Juli 1889 in Richmond, Virginia) war die zweite Ehefrau des 10. US-Präsidenten John Tyler und First Lady der Vereinigten Staaten vom 26. Juni 1844 bis zum 4. März 1845.
Sie war die Tochter von Juliana McLachlan und David Gardiner; Julia stammte von reichen und prominenten New Yorker Familien ab. Von klein auf wurde sie auf ihr Leben in den höheren sozialen Schichten vorbereitet. 1842 zog die Familie nach Washington, wo sie auf John Tyler traf. Julia und der Präsident lernten sich unter dramatischen Umständen näher kennen: Bei der Vorführung einer neuen Kanone namens Peacemaker auf einer Fregatte kam es zur Explosion des Geschützes, während sich Tyler, Julia und einige andere Gäste unter Deck aufhielten. Zu den acht Todesopfern der Explosion gehörte auch Julias Vater. Die Hochzeit mit dem Präsidenten fand 1844 statt, mit 24 Jahren war Julia die bis zu diesem Zeitpunkt jüngste First Lady der USA.
Julia und John Tyler hatten zusammen sieben Kinder, darunter den Sohn David Gardiner Tyler (1846–1927), der zwischen 1893 und 1897 den Staat Virginia im US-Repräsentantenhaus vertrat.
Julia schrieb eine Verteidigung der amerikanischen Sklaverei unter dem Titel The Women of England vs. the Women of America (Die Frauen Englands gegen die Frauen Amerikas). Die darin enthaltenen falschen Aussagen (unter anderem schrieb Julia Tyler von „glücklichen Sklaven“) empörten die ehemalige Sklavin Harriet Jacobs so, dass sie einen Leserbrief an die New York Tribune schrieb, der der Anfang ihrer Karriere als Autorin werden sollte.
Ihr Mann starb 1862, kurz nach Beginn des Amerikanischen Bürgerkrieges. Infolge des Krieges verlor sie die 60 Sklaven, die bis dahin auf dem Landbesitz der Tylers zur Arbeit gezwungen worden waren.
Ihre letzten Jahre verbrachte sie in Richmond und wurde auf dem dortigen Hollywood Cemetery begraben.